# Robert Cornford
Robert Cornford (Brazilië, 15 mei 1940 - Londen, 17 juli 1983) was een Amerikaanse jazzmuzikant (piano, toetsen), arrangeur, componist en dirigent.

## Biografie
Cornford had een klassieke muziekopleiding genoten en bracht de schooltijd door in het Verenigd Koninkrijk. Hij studeerde aan het Royal College of Music en werkte daarna vervolgens als muzikaal leider van de theatermuziek aan het Bristol Old Vic Theatre en de Royal Academy of Dramatic Art. Daarnaast leidde hij het Webern Ensemble en voerde hij werken uit van Egon Wellesz, Anton Webern, Friedrich Cerha, Karlheinz Stockhausen, Robin Holloway en Elisabeth Lutyens. In 1964 ondersteunde hij Benjamin Britten bij de opvoering van de opera Curlew River. Kort daarna kwam zijn interesse voor de jazz, nadat hij Bill Evans had gehoord. Nu werkte hij voor John Dankworth en schreef hij in opdracht van de BBC talrijke arrangementen voor zangers als Mark Murphy, Sandra King en Norma Winstone en solisten als Bobby Wellins en Tony Coe.
Cornford schiep ook enkele televisie- en filmsoundtracks zoals All Neat in Black Stockings (1969, regie: Christopher Morahan), Das Monster mit der Teufelsklaue (1972) en de tv-series Ren und Stimpy en A Nero Wolfe Mystery. In 1970 vonden optredens plaats van zijn muziek, waaronder met de DR Big Band. In Duitsland, waar hij sinds 1970 net zo goed woonde als in Kopenhagen, was hij werkzaam als componist en arrangeur voor de NDR Radiophilharmonie, waarmee hij het Ben Webster-tribute en in 1982 het In Memoriam (Bill Evans) opvoerde.
In 1974 bracht hij in eigen productie het soloalbum Cool Beat uit. Vanaf 1977 was Cornford lid van de band Axel van Tony Coe (te horen op diens album Tournee du Chat, 1982). Hij werkte bovendien met muzikanten als Kenny Wheeler (Windmill Tilter, 1968), Michael Gibbs (Tanglewood 63, 1969), Pat Smythe, Phil Lee, Chris Laurence, Trevor Tomkins, Alan Skidmore, Humphrey Lyttelton, Palle Mikkelborg en John McLaughlin (voor wie hij de compositie Hearts and Flowers op het album My Goals Beyond schreef). Hij begeleidde ook de zangers Scott Walker (The Moviegoer, 1972) en Gitte Haenning (Alle Vil De Jo Det Samme, 1972). Als laatste trad hij in juni 1983 op met Lee Konitz in de Londense club The Canteen, voordat hij een maand later overleed aan een hartinfarct.

## Overlijden
Robert Cornford overleed in juli 1983 op 43-jarige leeftijd aan de gevolgen van een hartinfarct. Volgens Ian Carr was Cornford een uitstekend componist/arrangeur en een gevoelig pianist, die in de traditie van Bill Evans en Herbie Hancock ook romantische invloeden van Anton Webern, Claude Debussy en Maurice Ravel verwerkte.

## Discografie
- 1974: Cool Beat (Studio G)
- 1981: Perception (KPM Music)
- 1982: Tony Kinsey / Robert Cornford – Music for the Movies (KPM Music)
- 2007: Robert 'Bob' Cornford, Tony Coe, Kenny Wheeler and the NDR 'Pops' Orchestra – Long Shadows (Chapter One)

- Bibliothèque nationale de France: cb141665588 (data)
- Library of Congress Control Number: n94058079
- MusicBrainz: e302e35d-7042-4239-b198-9a35b24532e3
- Nationale Bibliotheek van Israël: 987011288731605171
- Virtual International Authority File: 295701887